# هامدالایه
هامدالایه شهری در شهرستان تیکاره در استان بام در بورکینافاسوی شمالی است و جمعیت آن ۳۳۶ نفر است.